# Kenan Bajramović
Kenan Bajramović (ur. 24 maja 1981 w Zenicy) – bośniacki koszykarz, występujący na pozycji silnego skrzydłowego, reprezentant kraju w latach 2001–2011.

## Osiągnięcia
Stan na 26 maja 2022, na podstawie, o ile nie zaznaczono inaczej

### Drużynowe
- Mistrz:
  - Litwy (2010)
  - Bośni i Hercegowiny (2005)
  - Ukrainy (2006, 2007)
- Wicemistrz:
  - EuroChallenge (2007)
  - Ligi Bałtyckiej (2008, 2010)
  - Turcji (2013)
  - Litwy (2008, 2011)
  - Bośni i Hercegowiny (2004, 2019)
- Brąz Ligi Bałtyckiej (2011)
- Zdobywca pucharu:
  - Litwy (2010)
  - Bośni i Hercegowiny (2005)
  - Ukrainy (2006)
- Finalista pucharu:
  - Ligi Bałtyckiej (2010)
  - Turcji (2012)
  - Ukrainy (2007)
  - Litwy (2008, 2011)
  - Bośni i Hercegowiny (2004)
- Uczestnik międzynarodowych rozgrywek:
  - Euroligi (2007/2008, 2010–2012)
  - Eurocup (2009/2010, 2011–2015)
  - EuroChallenge (2006/2007, 2008/2009)
  - ligi VTB (2010/2011)

### Indywidualne
- Uczestnik meczu gwiazd ligi litewskiej (2008, 2010, 2011)

### Reprezentacja
Seniorska
- Uczestnik:
  - mistrzostw Europy (2003 – 15. miejsce, 2005 – 13. miejsce, 2011 – 13. miejsce)
  - kwalifikacji do Eurobasketu (2003, 2005, 2007, 2009, 2011)

Młodzieżowe
- Uczestnik kwalifikacji do mistrzostw Europy U–20 (2000)